# Australska nogometna reprezentacija
Australska nogometna reprezentacija predstavlja Australiju na međunarodnim nogometnim utakmicama. Službeni nadimak reprezentacije je "Socceroos".

## Povijest
U lipnju 2000. godine Australija je bila 92. momčad Fifine ljestvice. Deset godina trebalo im je da uđu među 15 najboljih, a početak nogometne euforije Australiju je zahvatio 2005. godine, kada su se kvalificirali na Svjetsko prvenstvo u Njemačkoj. U grupi F, Australci su pobijedili Japan (3:1, pogoci Cahilla i Aloisija), nešto uvjerljivije izgubili od Brazila i potom u Stuttgartu odigrali ključni remi s Hrvatskom za prolaz dalje. U osmini finala čekao ih je kasniji svjetski prvak. Ispali su, ali Guus Hiddink svejedno je ostao zapisan kao najuspješniji australski izbornik. Jedini koji je Australce odveo na Svjetsko prvenstvo osim Hiddinka je Rale Rašić, kojeg Australci priznaju kao jednog od revolucionara tamošnjeg nogometa. Međutim, razočarao je kada 1974. godine nije prošao skupinu na SP-u u Zapadnoj Njemačkoj. Savez mu je zbog tek jednog izborenog boda na SP-u uručio otkaz. 

## Trenutni sastav
Australski izbornik objavio je konačni popis igrača za Svjetsko prvenstvo 2022. 8. studenog 2022. Marco Tilio zamijenio je ozlijeđenog Martina Boylea 20. studenog.

Nastupi i golovi zadnji put su ažurirani 25. rujna 2022. nakon utakmice protiv Novog Zelanda.
| 0#0 | Poz. | Igrač                 | Datum rođenja (dob) | Nastupi | Golovi | Klub                   |
| --- | ---- | --------------------- | ------------------- | ------- | ------ | ---------------------- |
| 1   | G    | Mathew Ryan (kapetan) | 8. travnja 1992.    | 75      | 0      | København              |
| 2   | B    | Milos Degenek         | 28. travnja 1994.   | 38      | 1      | Columbus Crew          |
| 3   | B    | Nathaniel Atkinson    | 13. lipnja 1999.    | 5       | 0      | Heart of Midlothian    |
| 4   | B    | Kye Rowles            | 24. lipnja 1998.    | 3       | 0      | Heart of Midlothian    |
| 5   | B    | Fran Karačić          | 12. svibnja 1996.   | 10      | 1      | Brescia                |
| 6   | N    | Marco Tilio           | 23. kolovoza 1993.  | 5       | 0      | Melbourne City         |
| 7   | N    | Mathew Leckie         | 4. veljače 1991.    | 73      | 13     | Melbourne City         |
| 8   | B    | Bailey Wright         | 28. srpnja 1992.    | 27      | 2      | Sunderland             |
| 9   | N    | Jamie Maclaren        | 29. srpnja 1993.    | 26      | 8      | Melbourne City         |
| 10  | V    | Ajdin Hrustić         | 5. srpnja 1996.     | 20      | 3      | Hellas Verona          |
| 11  | N    | Awer Mabil            | 15. rujna 1995.     | 29      | 8      | Cádiz                  |
| 12  | G    | Andrew Redmayne       | 13. siječnja 1989.  | 4       | 0      | Sydney FC              |
| 13  | V    | Aaron Mooy            | 15. rujna 1990.     | 53      | 7      | Celtic                 |
| 14  | V    | Riley McGree          | 2. studenoga 1998.  | 11      | 1      | Middlesbrough          |
| 15  | N    | Mitchell Duke         | 18. siječnja 1991.  | 21      | 8      | Fagiano Okayama        |
| 16  | B    | Aziz Behich           | 16. listopada 1990. | 53      | 2      | Dundee United          |
| 17  | V    | Cameron Devlin        | 7. lipnja 1998.     | 1       | 0      | Heart of Midlothian    |
| 18  | G    | Danny Vuković         | 27. ožujka 1985.    | 4       | 0      | Central Coast Mariners |
| 19  | B    | Harry Souttar         | 22. listopada 1998. | 10      | 6      | Stoke City             |
| 20  | B    | Thomas Deng           | 20. ožujka 1997.    | 2       | 0      | Albirex Niigata        |
| 21  | N    | Garang Kuol           | 15. rujna 2004.     | 1       | 0      | Central Coast Mariners |
| 22  | V    | Jackson Irvine        | 7. ožujka 1993.     | 49      | 7      | St. Pauli              |
| 23  | N    | Craig Goodwin         | 16. prosinca 1991.  | 10      | 1      | Adelaide United        |
| 24  | B    | Joel King             | 30. listopada 2000. | 4       | 0      | OB                     |
| 25  | N    | Jason Cummings        | 1. kolovoza 1995.   | 1       | 1      | Central Coast Mariners |
| 26  | V    | Keanu Baccus          | 7. lipnja 1998.     | 1       | 0      | St Mirren              |

## Statistike

### Igrači s najviše nastupa
| Broj | Igrač           | Godine           | Nastupi | Golovi |
| ---- | --------------- | ---------------- | ------- | ------ |
| 1    | Mark Schwarzer* | 1993. – 2013.    | 109     | 10     |
| 02   | Tim Cahill*     | 2004. – trenutno | 96      | 48     |
| 02   | Lucas Neill     | 1996. – 2013.    | 96      | 1      |
| 4    | Brett Emerton   | 1998. – 2012.    | 95      | 20     |
| 5    | Alex Tobin      | 1988. – 1998.    | 87      | 2      |
| 06   | Paul Wade       | 1986. – 1996.    | 84      | 10     |
| 06   | Mark Bresciano* | 2001. – 2015.    | 84      | 13     |
| 8    | Luke Wilkshire* | 2004. – 2014.    | 80      | 8      |
| 9    | Tony Vidmar     | 1991. – 2006.    | 76      | 3      |
| 10   | Mile Jedinak*   | 1998. – 2010.    | 70      | 15     |

- Zvjezdica (*) označuje da je igrač još uvijek aktivan ili igra za nacionalni sastav.
- Broj nastupa i golova unesen poslije utakmice sa UAE-a: 28. ožujka 2017.

### Igrači s najviše golova
| Broj | Igrač            | Godine           | Golovi | Nastupi |
| ---- | ---------------- | ---------------- | ------ | ------- |
| 1    | Tim Cahill*      | 2004. – trenutno | 48     | 96      |
| 2    | Damian Mori      | 1992. – 2002.    | 29     | 45      |
| 3    | Archie Thompson* | 2001. – 2013.    | 28     | 54      |
| 4    | John Aloisi      | 1997. – 2008.    | 27     | 55      |
| 05   | Attila Abonyi    | 1967. – 1977.    | 25     | 61      |
| 05   | John Kosmina     | 1976. – 1988.    | 25     | 60      |
| 07   | David Zdrilić    | 1997. – 2005.    | 20     | 30      |
| 07   | Brett Emerton    | 1998. – 2012.    | 20     | 95      |
| 9    | Graham Arnold    | 1985. – 1997.    | 19     | 56      |
| 10   | Ray Baartz       | 1967. – 1974.    | 18     | 48      |

- Zvjezdica (*) označuje da je igrač još uvijek aktivan ili igra za nacionalni sastav.
- Broj nastupa i golova unesen poslije utakmice sa UAE-a: 28. ožujka 2017.

## Uspjesi na velikim natjecanjima
| Prvenstvo                    | Rezultat              |
| ---------------------------- | --------------------- |
| Urugvaj 1930.                | Nije sudjelovala      |
| Italija 1934.                | Nije sudjelovala      |
| Francuska 1938.              | Nije sudjelovala      |
| Brazil 1950.                 | Nije sudjelovala      |
| Švicarska 1954.              | Nije sudjelovala      |
| Švedska 1958.                | Nije sudjelovala      |
| Čile 1962.                   | Nije sudjelovala      |
| Engleska 1966.               | Nije se kvalificirala |
| Meksiko 1970.                | Nije se kvalificirala |
| SR Njemačka 1974.            | Grupna faza           |
| Argentina 1978.              | Nije se kvalificirala |
| Španjolska 1982.             | Nije se kvalificirala |
| Meksiko 1986.                | Nije se kvalificirala |
| Italija 1990.                | Nije se kvalificirala |
| SAD 1994.                    | Nije se kvalificirala |
| Francuska 1998.              | Nije se kvalificirala |
| Južna Koreja i Japan 2002.   | Nije se kvalificirala |
| Njemačka 2006.               | Četvrtzavršnica       |
| Južnoafrička Republika 2010. | Grupna faza           |
| Brazil 2014.                 | Grupna faza           |
| Rusija 2018.                 | Grupna faza           |
| Katar 2022.                  | Osmina finala         |
| Sjeverna Amerika 2026.       |                       |

| Prvenstvo                        | Rezultat         |
| -------------------------------- | ---------------- |
| 2007.                            | Četvrtzavršnica  |
| Katar 2011.                      | 0000Drugo mjesto |
| Australija 2015.                 | 0000000Prvaci    |
| Ujedinjeni Arapski Emirati 2019. | –                |

| Prvenstvo                  | Rezultat           |
| -------------------------- | ------------------ |
| Novi Zeland 1973.          | Nije sudjelovala   |
| Nova Kaledonija 1980.      | 000000000Prvaci    |
| 1996.                      | 000000000Prvaci    |
| Australija 1998.           | 000000Drugo mjesto |
| Francuska Polinezija 2000. | 000000000Prvaci    |
| Novi Zeland 2002.          | 000000Drugo mjesto |
| Australija 2004.           | 000000000Prvaci    |

## Hrvati u australskoj reprezentaciji
(popis nepotpun)
- David Zdrilić
- Tony Popović
- Ante Čović
- Jason Čulina
- Josip Skoko
- Mark Viduka
- Željko Kalac
- Steve Horvat
- Mark Bosnich
- Mark Bresciano (po majci)
- Eddy Bosnar
- Joey Didulica
- Fran Karačić